# 德米特里夫卡 (克羅皮夫尼茨基區)
48°47′37″N 32°43′15″E / 48.79361°N 32.72083°E

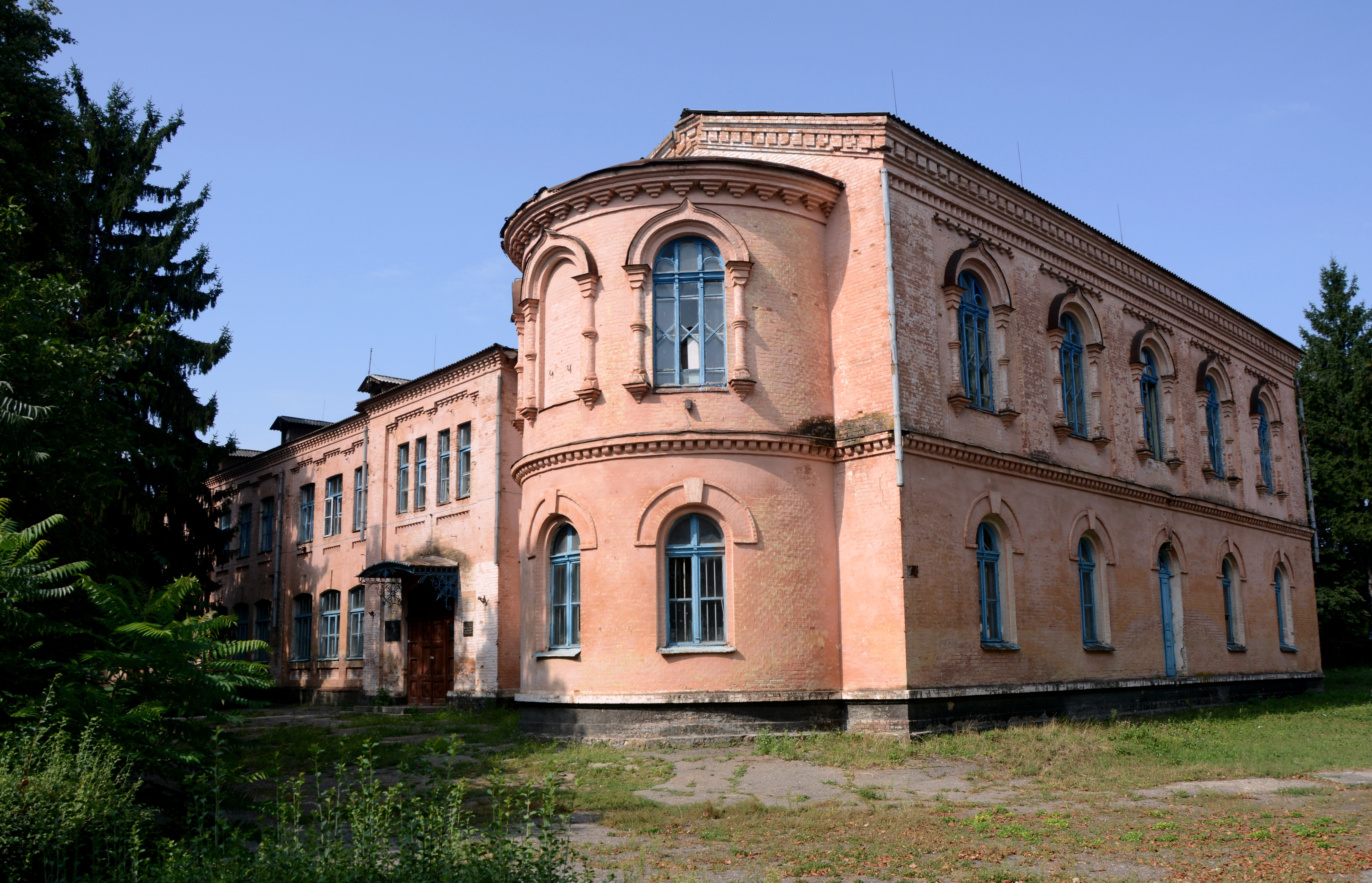
神学院

德米特里夫卡（烏克蘭語：Дмитрівка），是烏克蘭中部基洛夫格勒州克罗皮夫尼茨基区德米特里夫卡市鎮内的村落及其行政中心。始建於1734年，面積13.7平方公里，海拔高度121米，2001年人口4,250，人口密度每平方公里310.8人。

## 外部連結
- Историческая информация о селе Дмитровка （页面存档备份，存于） （俄文）
- Погода в селі Дмитрівка （页面存档备份，存于）